# Gemeinde Dimal
Die Gemeinde Dimal (albanisch Bashkia e Dimalit) ist eine der 61 Gemeinden (bashkia) Albaniens. Die Gemeinde im Qark Berat liegt bei Berat im Süden des Landes rund um den Hauptort Ura Vajgurore (7209 Einwohner; 2023). Die Gemeinde hat 28.135 Einwohner (2023).

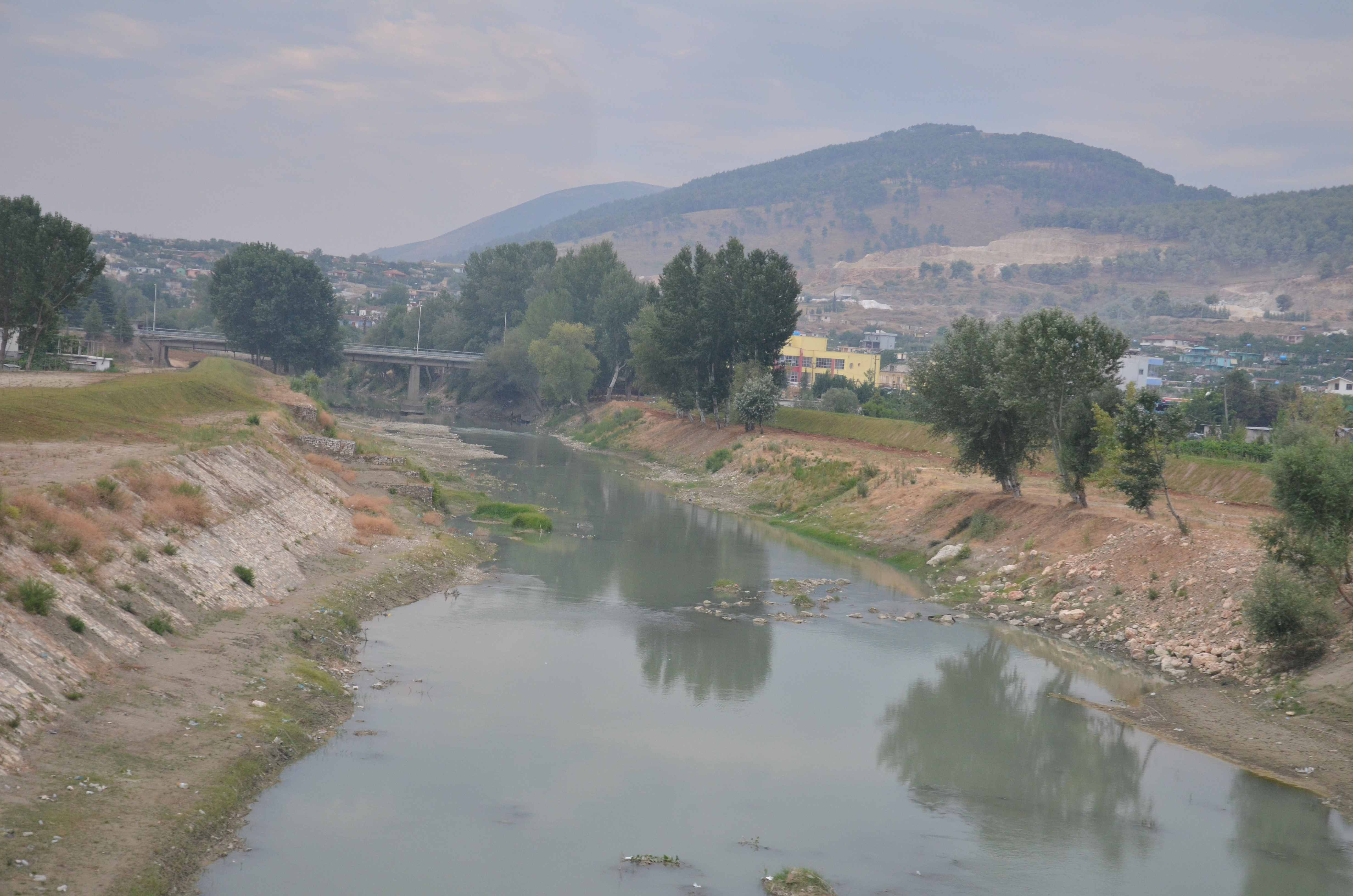
Osum bei Ura Vajgurore

Mit 157 Quadratkilometern ist Dimal eine der kleineren Gemeinden des Landes. Sie liegt am südlichen Ende der mittelalbanischen Myzeqe-Ebene am Zusammenfluss von Osum und Devoll. Im Süden grenzt Dimal an die Bashkia Berat, im Osten an die Bashkia Kuçova, im Westen an die Bashkia Roskovec und im Norden an die Bashkia Lushnja. Zu Ura Vajgurore gehörten auch die Dörfer Bistrovica, Gur i Bardhë, Konisbalta, Pashallia, Vokopola und Skrevan, die im hügeligen Gebiet südwestlich des Hauptorts liegen. Zum westlich angrenzende Cukalat gehören auch die Dörfer Allambrez, Krotina, Donofrosa und Slanica. Poshnja und Kutalli liegen entlang der Flussebenen nordwestlich von Ura Vajgurore. Zu Poshnja zählen zwölf weiterer Dörfer (darunter Çiflik, Arrëz, Syzez, Polizhan, Agim, Kuç und Hinga), zu Kutalli zehn weitere (darunter Drenovica, Samatica, Rërëz, Goriçan und Malas-Breg).
Die Gemeinde Dimal wurde im Sommer 2015 bei einer Gemeindereform durch die Zusammenlegung mehrerer kleinerer Gemeinden (komuna) im Nordwesten des Kreises Berat gegründet.
| Name          | Einwohner 2023 | Einwohner 2011 | Gemeindeart |
| ------------- | -------------- | -------------- | ----------- |
| Cukalat       | 2.905          | 3.045          | Komuna      |
| Kutalli       | 10.813         | 9.643          | Komuna      |
| Poshnja       | 7.208          | 7.375          | Komuna      |
| Ura Vajgurore | 7.209          | 7.232          | Bashkia     |

Anfänglich war die Gemeinde Dimal nach dem Hauptort benannt. Das Albanische Parlament beschloss die Umbenennung, die im April 2021 in Kraft trat. Der Gemeinderat hatte im Sommer 2020 nach Konsultation der Bevölkerung dem neuen Namen zugestimmt, auch in der Hoffnung, mehr Touristen in die Region zu bringen. Von der Namensänderung nicht betroffen ist der Name des Hauptorts.
Der heutige Name der Gemeinde leitet sich von der illyrischen Höhensiedlung Dimal (auch Dimallon, Dimale und Kalaja e Krotinës) ab. Die antike Siedlung – gemäß Lahi besiedelt vom Stamm der Parthiner, gemäß Koch von den Byllionen – befindet sich beim Dorf Allambres ganz im Süden der Gemeinde westlich der Hänge des Shpirag. Sie war im Ersten Makedonisch-Römischen Krieg umkämpft und entwickelte sich unter römischer Herrschaft aufgrund der strategischen Lage im Grenzgebiet und am Südzweig der Via Egnatia zu einem lokalen Zentrum. Im 1. Jahrhundert v. Chr. erfuhr die Siedlung einen raschen Niedergang.
Die Landwirtschaft ist in der Gemeinde von großer Bedeutung. Insbesondere in den nördlichen Gebieten in der Myzeqe-Ebene wird großflächig Gemüseanbau betrieben.
In der Gemeinde lebt eine kleine Gemeinschaft von Roma und Balkan-Ägyptern.